# زهرة النجمة
زهرة النجمة رهرة النجمة اسم يطلق على مجموعة كبيرة من
النباتات ذات الزهور الزاهية الألوأن . وأغلب هذه النباتات
من النوع المعمر الذي يعيش لمدة تزيد على السنتين غير ان 
بعضها يعد نباتا حوليا يموت بعد كل فصمل زراعي . وينمو
في أمريكا الشمالية أكثر من 200 نوع من أزهار النجمة،
وتوجد في آسيا وأوروبا وأمريكا الجنوبية أنواع أقل.
تترتب أوراق زهرة النجمة متناوبة على الساق،
وتتكون كل نورة من قسمين أو زهرتين متداخلتين، اسم
الصغرى الزهرة القرصية وهي في الوسط، وتحاط من الخارج بالزهرة الكبرى، التي تشبه البتلات، والتي تسمى
الزهرة الشعاعية . ولون الزهرة القرصية يتدرج من اللون
الأبيض إلى اللون البنفسجي الغامق . أما الأزهار الشعاعية
فهي غالبا ماتكون بيضاء اللون وقد تكون أيضا زرقاء أو
بنفسجية . ويزهر أغلب نبات زهرة النجمة في الصيف
وفي بعض الأماكن تستمر أزهاره حتى أواخر الخريف.
وهو نبات مفضل في الحدائق، وتعرف الأصناف الصغيرة
منه في إنجلترا باسم لؤلؤية مايكل ماس لأنها تزهر في فترة الاحتفال بأعياد مايكل ماس والتي تكون عادة في 29 من
سبتمبر من كل عام . الموطن الاصلى لهذه النباتات هو
أمريكا الشمالية، والنوع المسمى زهرة نجمة نيوانجلاند نوع منتشر، وله زهور لونها متدرج من البنفسجي إلى
البنفسجي الزاهى.
تصعب زراعة أغلب أنواع زهرة النجمة من البذور،
ويمكن تجزئة هذا النبات إلى عدة أجزاء وزراعتها في فصل
الربيع، وتنمو بطريقة جيدة في أي نوع من التربة . أما النوع
المسمى زهرة النجمة الصيية فهو حولي ويزرع من
البذور